# Aux Deux Magots
Aux Deux Magots (фр. «У двух маго») — шестой студийный альбом шведской поп-группы Secret Service, выпущенный в ноябре 1987 года и записанный в студии Sonet Studios в Бромме (район Стокгольма). Название альбома отсылает к парижскому кафе «Дё маго», а именно к магазину новинок, расположенному рядом с кафе, который носит название Aux Deux magots — «У двух маго».
«The Way You Are» (дуэт Улы Хоканссона и Агнеты Фельтског) стал большим хитом в Швеции. «Say Say», «I'm So I'm So I'm So», а также «Don't You Know Don't You Know» также были выпущены как синглы с альбома.
Это первый альбом группы, записанный в составе, отличном от участвовавшего в создании всех предыдущих альбомов. Это была первая пластинка, в которой Александр Бард (известный по участию в группе Army of Lovers) также участвовал в качестве автора песен.
В оформлении обложки альбома использована картина 1978 года «Синяя упакованная форма» шведского художника Ирьо Эдельманна.

## Список композиций
| Номер | Название песни                                                    | Длительность | Авторы                                    |
| ----- | ----------------------------------------------------------------- | ------------ | ----------------------------------------- |
| 1     | «I’m So I’m So I’m So (I’m So in Love with You)»                  | 4:04         | Тим Норелл, Ула Хоканссон, Александр Бард |
| 2     | «If You Need Me»                                                  | 3:27         | Тим Норелл, Ула Хоканссон, Александр Бард |
| 3     | «Don’t You Know Don’t You Know»                                   | 3:26         | Тим Норелл, Ула Хоканссон                 |
| 4     | «Turn to Me»                                                      | 3:38         | Тим Норелл, Ула Хоканссон                 |
| 5     | «The Way You Are» (дуэт с Агнетой Фельтског) (расширенная версия) | 5:46         | Тим Норелл, Ула Хоканссон, Александр Бард |
| 6     | «Say Say»                                                         | 3:10         | Тим Норелл, Ула Хоканссон                 |
| 7     | «Light»                                                           | 3:32         | Андерс Ханссон, Ула Хоканссон             |
| 8     | «Aux Deux Magots»                                                 | 4:08         | Тим Норелл, Ула Хоканссон, Андерс Ханссон |
| 9     | «Where the Wind Blows»                                            | 3:23         | Тим Норелл, Ула Хоканссон, Александр Бард |
| 10    | «Thank You for That Night»                                        | 4:02         | Тим Норелл, Бьорн Хокансон                |

## Участники записи[3]
- Ула Хоканссон — вокал
- Улф Вальберг — клавиши
- Андерс Ханссон — клавиши, программирование, бэк-вокал
- Матс Линдберг — бас
- Тим Норелл — клавиши, бэк-вокал
- Улф Янссон — гитара
- Пер Хедтьярн — барабаны
- Сьюзи Таппер — бэк-вокал
- Лили & Сьюзи — бэк-вокал